# Zilavka
Le zilavka est un cépage blanc planté principalement dans la région de Mostar en Herzégovine, la région située au sud de la Bosnie-Herzégovine  qui produit la majorité du vin de ce pays.
Le zilavka est connu pour sa fraîcheur éclatante et son acidité. Le climat chaud de la région convient à ce cépage qui requiert moins d'eau que d'autres vignes. Idéal pour les accords mets et vins, il est souvent élevé en fût de chêne comme un millésime « barrique » qui présente des vins plus corsés et terreux avec des aspects de noisette qui étaient plus répandus dans les vins produits au début des années 2000 et avant.
Largement planté dans toute l'ex-Yougoslavie, le zilavka n'était autrefois qu'un cépage d'assemblage mineur utilisé dans tout l'ancien pays. De nos jours, le zilavka a démontré sa valeur et est mis en bouteille comme un seul cépage aux côtés de l'autre cépage principal de la production de vin d'Herzégovine, le blatina.
La production est généralement concentrée dans la zone au sud de Mostar, autour des villages de Čitluk, Međugorje, Ljubuški et Čapljina, avec des producteurs notables tels que Grgo Vasilj, Nuić, Škegro, Brkić, Vinarija Čitluk, Zadro et Vitai/Gangaš.
Ce cépage est également connue sous les synonymes Mostarska, Mostarska Žilavka, Zhelavka Biella, Žilava Hercegovačka, Zilavka, Žilavka Bijela et Žilavka Mostarska.